# Joan-Benjamin Gaba
Joan-Benjamin Gaba (Sèvres, 7 gennaio 2001) è un judoka francese, vice-campione olimpico a Parigi 2024 nel torneo dei -73 kg.

## Biografia
Ha praticato per la prima volta il judo all'età di sei anni a Trappes. Ha poi continuato per 6 anni con il Club Olympique de Sèvres (COS) prima di passare a una struttura federale nella regione dell'Île-de-France e poi approdare nel Pôle France di Strasburgo.
Gareggia nella categoria fino 73 kg. 
Ha vinto la medaglia d'argento a squadre a quattro edizioni consecutive dei campionati mondiali: Budapest 2021, Tashkent 2022, Doha 2023 e Abu Dhabi 2014.
Agli europei di Zagabria 2024 ha ottenuto il bronzo nei 73 kg.
Ha rappresentato la Francia ai Giochi olimpici estivi di Parigi 2024, in cui ha vinto la medaglia d'argento, perdendo la finale del torneo dei 73 kg, contro l'azero Hidayət Heydərov.

## Palmarès
- Giochi olimpici estivi

Parigi 2024: oro a squadre, argento nei -73 kg.
- Mondiali

Budapest 2021: argento a squadre.
Tashkent 2022: argento a squadre.
Doha 2023: argento a squadre.
Abu Dhabi 2024: argento a squadre.
Budapest 2025: oro nei -73 kg.
- Europei

Zagabria 2024: oro a squadre, bronzo nei -73 kg.
Podgorica 2025: bronzo nei -73 kg.